# Jarren Benton
Jarren Benton, né le 26 octobre 1981 à Decatur dans l'État de Géorgie, est un rappeur américain originaire d'Atlanta.

## Biographie
Jeune, Jarren Benton aspirait déjà à devenir rappeur. En 2013, il confie à XXL : "I started trying to rap pretty young and the shit was kind of whack and then I got a little older and I started going around Atlanta performing at certain showcases. I got a little name for myself, but it was kind of hard in Atlanta, just due to the type of music that comes from there, which is you know, typical down south shit".

### Premières mixtapes et Funk Volume
Le 5 août 2009, Benton sort sa première mixtape officielle intitulée simplement Jarren Benton: The Mixtape, entièrement produite par The Beatdogs. Le 25 janvier 2011 sort Jarren Benton meets SMKA: Huffing Glue with Hasselhoff' une mixtape collaborative avec le producteur SMKA. Il gagne en notoriété avec le titre Skitzo et reçoit des avances des labels major Def Jam Recordings et Interscope Records mais c'est avec le label indépendant Funk Volume du rappeur Hopsin. Son premier projet sous le label est une mixtape nommée Freebasing with Kevin Bacon sortie le 28 juin 2012, elle contient notamment des featurings avec les rappeurs 2 Chainz, Dizzy Wright, Freeway, Jon Connor et Rittz.
Fin 2012, il effectue la tournée internationale Funk Volume 2012 avec les autres membres du label.

### Premier album studio et pause musicale
Le 11 juin 2013, Benton sort son premier album studio intitulé My Grandma's Basement, un album avec une production plus raffinée et qu'il décrit comme plus personnel que ses anciens projets. L'album se classe à la 152e place du Billboard 200 et effectue la tournée de l'album du 1er au 19 août 2013.
De 2013 à 2014, Jarren Benton effectue diverses tournées et collaborations. Avec Hopsin, il est invité sur le remix de Underground Hitz de R.A. the Rugged Man, il participe à la tournée The Life And Times Tour de Rittz et Snow Tha Product, apparaît dans l'album Knock Madness d'Hopsin sur le titre Who's There avec Dizzy Wright et participe à la tournée Independent Grind Tour 2014 avec les rappeurs Tech N9ne, Freddie Gibbs et Krizz Kaliko.
Le 27 janvier 2015, Jarren Benton sort l'EP Slow Motion Vol.1 qui se classe à la 168e place du Billboard 200. Courant 2015, il apparaît sur l'album The Growing Process de Dizzy Wright sur le titre Explain Myself réunissant Wright, Benson, Hopsin et SwizZz. Il apparaît également sur le titre Ramona de l'album Pound Syndrome d'Hopsin.

## Discographie

### Album studio
- 2013 : My Grandma's Basement

### EP
- 2015 : Slow Motion Vol. 1
- 2016 : Slow Motion Vol. 2

### Mixtapes
- 2009 : Jarren Benton: The Mixtape
- 2011 : Jarren Benton meets SMKA: Huffing Glue with Hasselhoff (avec SMKA)
- 2012 : Freebasing with Kevin Bacon